# Yunuslar, Gölmarmara
Yunuslar là một xã thuộc huyện Gölmarmara, tỉnh Manisa, Thổ Nhĩ Kỳ. Dân số thời điểm năm 2011 là 82 người.